# 愛知県の土地区画整理事業一覧
愛知県の土地区画整理事業一覧（あいちけんのとちくかくせいりじぎょういちらん）は、愛知県内で実施中、また実施されたの土地区画整理事業の一覧である。

## 施行事業一覧
名古屋市内の土地区画整理事業については名古屋市の土地区画整理事業一覧を参照
- 高蔵寺ニュータウン 土地区画整理事業
- 蒲郡駅南口土地区画整理事業
- 小牧駅東土地区画整理事業(中央)
- 衣浦東部都市計画事業 刈谷富士松土地区画整理事業（刈谷市の富士松駅周辺の整備事業）
- 衣浦西部都市計画事業 安城桜井駅周辺特定土地区画整理事業
- 衣浦西部都市計画事業 安城新幹線駅周辺土地区画整理事業（安城市三河安城町、三河安城東町、三河安城本町 三河安城南町）
- 衣浦西部都市計画事業 安城作野土地区画整理事業
- 衣浦東部都市計画事業 安城作野土地区画整理事業
- 衣浦西部都市計画事業 安城横枕土地区画整理事業
- 衣浦西部都市計画事業 安城北部土地区画整理事業
- 衣浦東部都市計画事業 安城北部土地区画整理事業. 愛知県
- 衣浦西部都市計画事業 安城東部土地区画整理事業
- 衣浦西部都市計画事業 阿久比宮津特定土地区画整理事業
- 衣浦西部都市計画事業 東浦上子新田特定土地区画整理事業
- 衣浦西部都市計画事業 東浦中子新田特定土地区画整理事業
- 衣浦西部都市計画事業 武豊富貴西側特定土地区画整理事業
- 衣浦西部都市計画事業 武豊北部第一特定土地区画整理事業
- 衣浦東部都市計画事業 安城池浦特定土地区画整理事業（安城市 池浦町池東）
- 衣浦東部都市計画事業 知立駅周辺土地区画整理事業
- 衣浦東部都市計画事業 高浜中部特定土地区画整理事業
- 衣浦東部都市計画事業 知立市八橋農住組合特定土地区画整理事業
- 衣浦東部都市計画事業 知立上重原特定土地区画整理事業（上重原特定土地区画整理組合が実施）
- 衣浦東部都市計画事業 南刈谷第三土地区画整理事業
- 衣浦東部都市計画事業 北刈谷第二土地区画整理事業
- 衣浦東部都市計画事業 碧南権田土地区画整理（碧南市権田町）
- 衣浦東部都市計画事業 碧南下山第二 土地区画整理事業
- 衣浦東部都市計画事業 碧南札木土地区画整理事業
- 衣浦東部都市計画事業 碧南東部土地区画整理事業
- 一宮都市計画事業 一宮伝法寺土地区画整理事業
- 一宮都市計画事業 三ツ井土地区画整理（一宮市 三ツ井）
- 一宮都市計画事業 一宮大木土地区画整理事業
- 一宮都市計画事業 西部第二土地区画整理（第2次指定地区、一宮市中町、妙興寺、宮地、花池、中町、観音寺）
- 一宮都市計画事業 西部土地区画整理（一宮市神山、平和、野口、住吉、末広、新生 昭和、苅安賀）
- 稲沢中島都市計画事業 稲沢北市場土地区画整理事業
- 稲沢中島都市計画事業 尾張西部都市拠点地区土地区画整理事業
- 岡崎都市計画事業 岡崎真伝特定土地区画整理事業
- 岡崎都市計画事業 岡崎蓑川南部土地区画整理事業[1][2][3]
- 岡崎都市計画事業 岡崎上地第一特定土地区画整理（岡崎市 上地）
- 岡崎都市計画事業 岡崎上地第二特定土地区画整理
- 岡崎都市計画事業 岡崎駅東地区土地区画整理事業
- 岡崎都市計画事業 幸田相見特定土地区画整理事業：愛知県額田郡幸田町
- 幸田町 幸田相見特定 土地区画整理事業
- 岡崎都市計画事業 岡崎上地第一特定土地区画整理事業
- 岡崎都市計画事業 岡崎真伝特定土地区画整理事業
- 岡崎都市計画事業 岡崎本宿特定土地区画整理事業
- 名古屋都市計画事業 蟹江第二学戸土地区画整理事業
- 名古屋都市計画事業 蟹江今駅北特定土地区画整理事業
- 名古屋都市計画事業 蟹江富吉土地区画整理（海部郡蟹江町 大字蟹江新田与太郎）
- 蒲郡緑町土地区画整理（蒲郡市 緑町、宮成町、御幸町）
- 岩倉駅西土地区画整理（岩倉市 旭町、栄町、新柳町、大地新町、中央町、昭和町）
- 岩倉市岩倉駅南土地区画整理 (石仏町天王）
- 岩倉市長安土地区画整理（稲荷町、川井町、大山寺町）
- 岩田第一土地区画整理（西岩田）
- 菊川町宮ノ西土地区画整理事業
- 高浜市高浜南部土地区画整理（高浜市、二池町）
- みよし市 三好ヶ丘第三特定土地区画整理事業
- みよし市 三好根浦特定土地区画整理事業
- 春日井都市計画事業 春日井南気噴土地区画整理組合(気噴町)
- 春日井都市計画事業 春日井篠木四ツ谷土地区画整理組合(篠木町)
- 春日井都市計画事業 春日井神領土地区画整理組合(神領町、神領町北)
- 春日井都市計画事業 春日井大留上土地区画整理組合(大留町)
- 春日井都市計画事業 春日井下条土地区画整理（小野町、下条町）
- 春日井都市計画事業 勝川土地区画整理（春日井市 勝川町、勝川新町、勝川町西、知多町、追進町）
- 春日井都市計画事業 春日井出川中部特定土地区画整理事業(出川町、不二ガ丘)
- 春日井都市計画事業 春日井前高特定土地区画整理事業（高山町、西高山町、前並町、宮町）
- 春日井都市計画事業 春日井大留特定土地区画整理事業(大留町)
- 春日井都市計画事業 春日井如稲特定土地区画整理事業(如意申町、宮町、稲口町、高山町)
- 春日井都市計画事業 春日井堀ノ内特定土地区画整理事業(堀ノ内町、堀ノ内町北)
- 春日井都市計画事業 春日井東野土地区画整理(東野町、東野町西)
- 春日井都市計画事業 春日井不二土地区画整理（気噴町北、白山町、不二町）
- 春日井都市計画事業 春日井味美新開土地区画整理(味美町、美濃町)
- 常滑都市計画事業 常滑金山土地区画整理事業
- 常滑都市計画事業 常滑多屋土地区画整理事業
- 常滑都市計画事業 常滑大谷土地区画整理事業
- 常滑都市計画事業 多屋土地区画整理
- 常滑都市計画事業 常滑西特定土地区画整理事業：愛知県常滑市
- 新城市 新城上市場土地区画整理事業
- 新城市 新城田町川土地区画整理事業
- 新川西堀江土地区画整理（清須市 桃栄）
- 甚目寺森土地区画整理（あま市森）
- 瀬戸都市計画事業 瀬戸塩草土地区画整理事業
- 瀬戸都市計画事業 瀬戸幡野東土地区画整理事業
- 瀬戸都市計画事業 瀬戸品野西土地区画整理事業
- 瀬戸都市計画事業 水野特定土地区画整理事業（瀬戸市北みずの坂、みずの坂）
- 瀬戸都市計画事業 瀬戸山手特定土地区画整理事業：愛知県瀬戸市
- 瀬戸都市計画事業 尾張旭旭前城前特定土地区画整理事業：愛知県尾張旭市
- 瀬戸都市計画事業 尾張旭井田特定土地区画整理事業：愛知県尾張旭市
- 瀬戸都市計画事業 尾張旭印場特定土地区画整理事業：愛知県尾張旭市
- 瀬戸都市計画事業 尾張旭卓ケ洞東部特定土地区画整理事業：愛知県尾張旭市
- 瀬戸都市計画事業 尾張旭北原山土地区画整理
- 清須市 清洲土田土地区画整理事業
- 西尾市 西尾伊藤土地区画整理事業
- 西尾市 西尾平坂東部土地区画整理事業
- 西尾中畑田貫土地区画整理（西尾市 田貫、中畑）
- 大府市 大府一ツ屋土地区画整理事業
- 大府市 大府共和西特定土地区画整理事業
- 大府市 大府深廻間特定土地区画整理事業
- 大府半月特定土地区画整理（大府市 半月町、森岡町）
- 滝ノ水土地区画整理
- 知多新知東部土地区画整理組合（愛知県知多市）
- 知多市 知多岡田善坪・西二タ俣土地区画整理事業
- 知多市 知多岡田北部土地区画整理事業
- 知多市 知多新知東部土地区画整理事業
- 知多北部都市計画事業 大府共和西特定土地区画整理事業：愛知県大府市
- 知多北部都市計画事業 大府江端特定土地区画整理事業：愛知県大府市
- 知多北部都市計画事業 大府三ツ屋第二特定土地区画整理事業：愛知県大府市
- 知多北部都市計画事業 大府深廻間特定土地区画整理事業：愛知県大府市
- 知多北部都市計画事業 大府茶屋特定土地区画整理事業：愛知県大府市
- 知多北部都市計画事業 大府半月特定土地区画整理事業：愛知県大府市
- 知多北部都市計画事業 知多岡田特定土地区画整理事業：愛知県知多市
- 知多北部都市計画事業 知多寺本特定土地区画整理事業：愛知県知多市
- 知多北部都市計画事業 東海南加木屋駅南特定土地区画整理事業：愛知県東海市
- 知多北部都市計画事業 東海南加木屋駅北特定土地区画整理事業：愛知県東海市
- 知多北部都市計画事業 東海加木屋石塚特定土地区画整理事業：愛知県東海市
- 知多北部都市計画事業 東海加木屋大堀特定土地区画整理事業：愛知県東海市
- 知多北部都市計画事業 東海荒尾第二特定土地区画整理事業：愛知県東海市
- 知多北部都市計画事業 東海渡内特定土地区画整理事業：愛知県東海市
- 知多北部都市計画事業 東海平島特定土地区画整理事業：愛知県東海市
- 知立市 知立上重原特定 土地区画整理事業
- 朝宮土地区画整理事業(朝宮町、旧・上八田町、旧・西八田町、高山町)
- 長久手町 長湫中部 土地区画整理事業
- 長久手町 長湫南部 土地区画整理事業
- 田原市 田原浦片土地区画整理事業
- 東浦町 東浦濁池西土地区画整理事業
- 東海市 東海荒尾第二特定 土地区画整理事業
- 東海市 東海渡内特定 土地区画整理事業
- 東海市 東海名和寺徳土地区画整理事業
- 和合ネオポリス土地区画整理事業：東郷町和合ケ丘。大和団地株式会社施行
- 東郷諸輪土地区画整理事業：東郷町白鳥、御岳。東郷諸輪土地区画整理組合
- 東郷春木土地区画整理事業：東郷町春木台。東郷春木土地区画整理組合
- 東郷北山土地区画整理事業：東郷町北山台。東郷北山土地区画整理組合
- 東郷西部特定土地区画整理事業：東郷町涼松、三ツ池、兵庫、清水。東郷西部特定土地区画整理組合
- 東郷涼松土地区画整理事業：東郷町春木。東郷涼松土地区画整理組合
- 藤森南部土地区画整理
- 南知多都市計画事業 美浜柿谷特定土地区画整理事業：愛知県美浜町
- 南知多都市計画事業 美浜上野間特定土地区画整理事業：愛知県美浜町
- 日進市 日進高峰土地区画整理事業
- 日進市 日進赤池モチロ 土地区画整理事業
- 日進株山特定土地区画整理事業：愛知県日進市
- 日進赤池南部特定土地区画整理事業：愛知県日進市
- 日進市 日進竹の山南部特定 土地区画整理事業
- 日進市 日進米野木駅前特定 土地区画整理事業
- 半田市清城土地区画整理（半田市 雁宿町、北二ツ坂町、清城町、土井山町 白山町、柊町、星崎町）
- 尾張旭向土地区画整理事業（尾張旭市 向町）
- 尾張旭市 尾張旭旭前城前特定 土地区画整理事業
- 尾張旭市 尾張旭印場特定土地区画整理事業
- 尾張旭市 尾張旭北原山土地区画整理事業
- 本地ヶ原北部土地区画整理（尾張旭市 北本地ヶ原町、東本地ヶ原町 南本地ヶ原町、緑町、南栄町、南新町）
- 尾張西部都市計画 東部土地区画整理（一宮市赤見、朝日、富士、緑）
- 尾張西部都市計画事業 一宮猿海道特定土地区画整理事業：愛知県一宮市
- 尾張西部都市計画事業 一宮多加木特定土地区画整理事業：愛知県一宮市
- 尾張北部都市計画事業 大口余野特定土地区画整理事業：愛知県大口町
- 枇杷島駅東土地区画整理（清須市 枇杷島駅前東）
- 平手南部土地区画整理（八ツ松）
- 豊明西川特定土地区画整理事業：愛知県豊明市
- 豊明前後駅南特定土地区画整理事業：愛知県豊明市
- 豊橋渥美都市計画事業 前田南地区土地区画整理（豊橋市 小畷町、前田中町、前田南町）
- 豊橋渥美都市計画事業 豊橋東口駅南土地区画整理事業
- 豊橋渥美都市計画事業 豊橋牛川西部土地区画整理事業
- 豊橋渥美都市計画事業 豊橋柳生川南部土地区画整理事業
- 豊橋渥美都市計画事業 牛川東部土地区画整理（豊橋市 緑ヶ丘）
- 豊川市 豊川大橋土地区画整理事業
- 豊川西部土地区画整理事業
- 豊田都市計画事業 豊田駅西土地区画整理事業
- 豊田都市計画事業 三好ケ丘第一特定土地区画整理事業：愛知県三好町（当時）
- 豊田都市計画事業 三好ケ丘第三特定土地区画整理事業：愛知県三好町（当時）
- 豊田都市計画事業 三好ケ丘第二特定土地区画整理事業：愛知県三好町（当時）
- 豊田都市計画事業 三好根浦特定土地区画整理事業：愛知県三好町（当時）
- 豊田都市計画事業 三好中部土地区画整理事業：愛知県三好町（当時）
- 豊田都市計画事業 豊田加茂川特定土地区画整理事業
- 豊田都市計画事業 豊田宮上土地区画整理組合
- 豊田都市計画事業 豊田浄水特定土地区画整理事業
- 豊明中島南土地区画整理（豊明市 新田町南山）
- 瀬戸都市計画事業 北原山地区土地区画整理事業：愛知県尾張旭市
- 名古屋都市計画事業 西春鍜治ケ一色土地区画整理事業：愛知県北名古屋市
- 名古屋都市計画事業 西春弥勒寺特定土地区画整理事業：愛知県北名古屋市
- 名古屋都市計画事業 西春駅西土地区画整理事業：愛知県北名古屋市
- 名古屋都市計画事業 長湫南部土地区画整理：愛知郡長久手町（当時）
- 弥富都市計画事業 弥富平島中土地区画整理事業